# Гуанцате
Гуанцате (итал. Guanzate) — коммуна в Италии, находится в регионе Ломбардия, подчиняется административному центру Комо.
Население составляет 5290 человек (2004), плотность населения составляет 843 чел./км². Занимает площадь 6,9 км². Почтовый индекс — 22070. Телефонный код — 031.
В коммуне 15 августа особо празднуется Успение Пресвятой Богородицы.